# Josechu el Vasco
Josechu el vasco es una serie de historietas cómicas creadas a partir de 1963 por Muntañola para la revista TBO.

## Trayectoria editorial
Tres años antes, el valenciano Carbó había creado un personaje similar para "Jaimito": Robustiano Fortachón.

## Características y argumento
Su protagonista, Josechu, muestra una iconografía arquetípica acorde con su doble condición de forzudo (antebrazos y cuello enormes, mentón prominente) y de vasco (ropa blanca, boina y faja roja). La serie, como las demás de Muntañola, no destaca por su gran calidad humorística, pero muestra un estilo mucho más suelto que el habitual en el TBO.